# ماهامي سيبي
ماهامي سيبي (من مواليد 7 يوليو 1996) هو لاعب كرة قدم فرنسي محترف يلعب كلاعب خط وسط لنادي باريس، على سبيل الإعارة من نادي ستراسبورغ.

## حياته الشخصية
ولد سيبي في فرنسا، وهو من أصول مالية.